# Памятник белорусам, погибшим за Украину

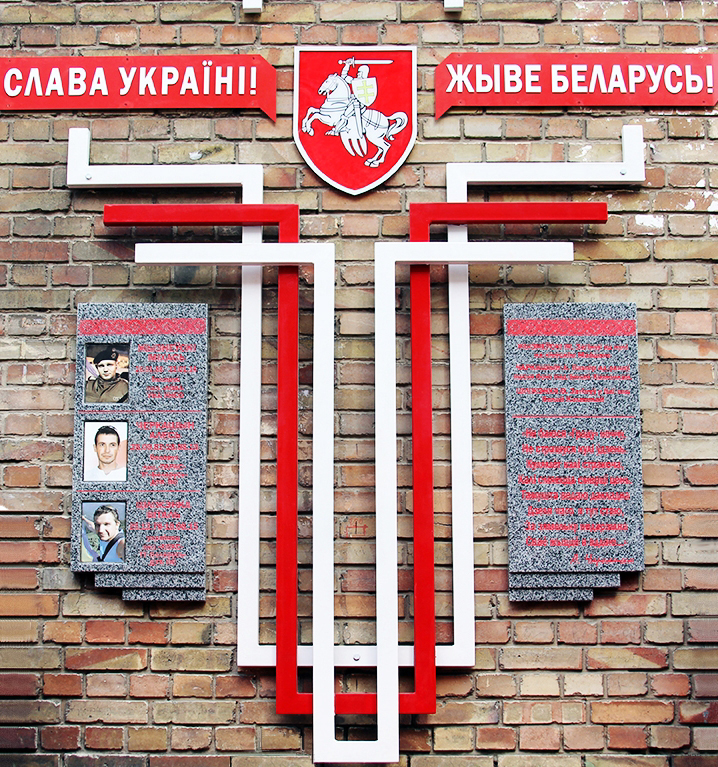
Памятник белорусам, погибшим за Украину (Киев)

Памятник белорусам, погибшим за Украину — монумент в Киеве на улице Белорусской, посвященный белорусам, погибшим во время событий Евромайдана и российско-украинской войны. Открыт 28 марта 2016 года.

## Описание
Памятник выполнен в цветах национального флага Беларуси и включает изображение белорусского национального герба "Погоня".
На памятном знаке размещены фамилии и фотографии трех фигур:
- Михаила Жизневского, который погиб во время Революции Достоинства от пули снайпера;
- Алеся Черкашина, который воевал в составе тактической группы "Беларусь" и погиб на Донбассе в августе 2015 года;
- Виталия Тилиженко, который воевал в составе тактической группы "Беларусь" и погиб на Донбассе в августе 2015 года.

Автором памятника является Глеб Гржабовский, который сам потерял сына в Донецком аэропорту и согласился участвовать в проекте на волонтерских началах.